# Dachverband Deutscher Avifaunisten

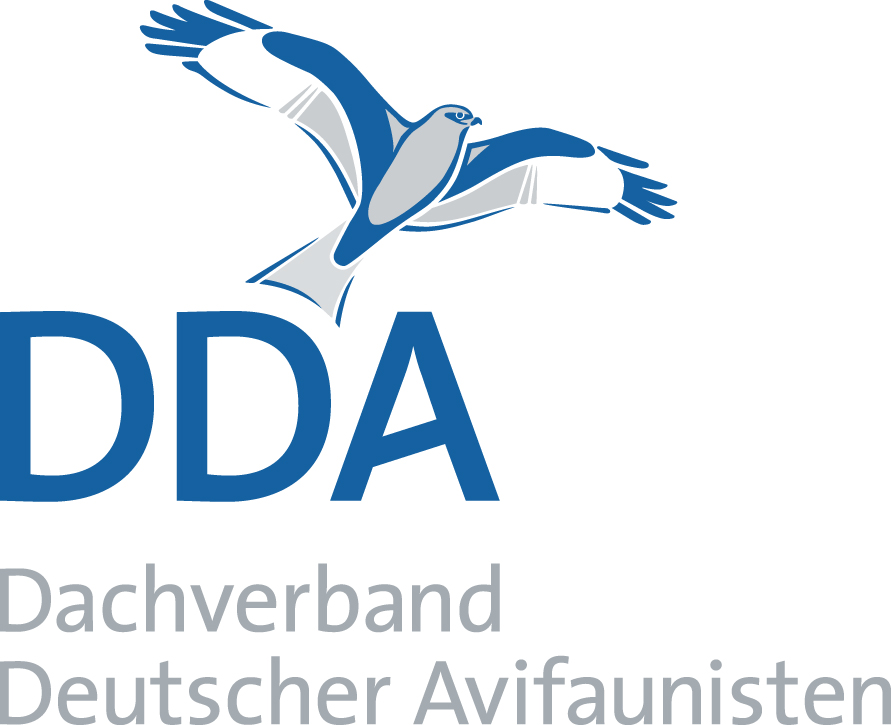
Logo vom Dachverband Deutscher Avifaunisten

Der Dachverband Deutscher Avifaunisten (DDA) ist ein gemeinnütziger Zusammenschluss aller landesweiten oder regionalen ornithologischen Verbände in der Bundesrepublik Deutschland. So vertrat der Dachverband Deutscher Avifaunisten 2003 etwa 8000–9000 Feldornithologen und Vogelbeobachter. Laut Homepage vertritt der DDA 2020 10.000 Feldornithologen und Vogelbeobachter und hat 53 Mitgliedsvereine.

## Geschichte
Der Verband wurde 1970 auf Initiative von Mitgliedern der Deutschen Ornithologen-Gesellschaft (DO-G) gegründet, um den Informationsaustausch zwischen den zahlreichen regionalen Forschungs- und Beobachtergruppen zu verbessern und mehr Interesse auf die Erforschung der Vögel, ihrer Verbreitung und Bestandsveränderungen zu lenken. In der DO-G hatte die Entwicklung der Feldornithologie mit Gründung von Arbeitsgemeinschaften, Vereinen oder auch nur zu losen Arbeitsgruppen durch Feldornithologen und Vogelbeobachter um ihre Interessen und die anstehenden Arbeiten systematisch organisieren, in den 1960er Jahren, keine wirkliche Unterstützung gefunden. Als Kritik an dieser fehlenden Unterstützung laut wurde, gründete die DO-G 1968, unter Vorsitz von Einhard Bezzel, eine Avifaunistische Kommission, um einen Vorschlag auszuarbeiten, wie die Feldornithologen eine Plattform innerhalb der DO-G erhalten könnten. Am 11. Januar 1970 kam es im Hotel Klingelhöffer in Alsfeld zur Gründung des DDA. Laut Satzung sind die Ziele des DDA „die Förderung der Feldornithologie und Avifaunistik auf wissenschaftlicher Grundlage als Zweck, der erreicht werden soll durch Förderung der Zusammenarbeit der avifaunistisch tätigen Vereinigungen und Institutionen in Deutschland und mit gleichartigen Vereinigungen im Ausland, durch gemeinsame Programme, durch Herausgabe einer Zeitschrift über ornithologisches Schrifttum und durch Einrichtung eines zentralen Dokumentations- und Informationsdienstes“. Bei der Gründung 1970 gehörten dem DDA 15 ornithologische Organisationen an. Dem DDA können nur Einzelorganisationen als stimmberechtigte Mitglieder angehören. Fördernde Mitglieder können sowohl Einzelpersonen als auch juristische Personen, also selbstständige Organisationen, sein.

## Arbeitsschwerpunkte
Der DDA sieht sich als Vereinigung und Vertretung der regionalen ornithologischen Vereine in Deutschland. Der wichtigste Arbeitsschwerpunkt ist die Organisation der bundesweiten Erfassung verschiedener Vogelarten. Hier sind insbesondere die eigene Erfassungsprogramme für häufige und seltene Brutvogelarten und die Wasservogelzählungen zu nennen. Der Verband arbeitete am Europäischen Brutvogelatlas mit und erstellte zusammen mit dem NABU das Verzeichnis der „Important Bird Areas“ (IBA). Einen wesentlichen Anteil hat der DDA an der Datengrundlage für die Erstellung der Roten Listen der Brutvögel Deutschlands. Der Verband ist federführend an der Erstellung des Atlas deutscher Brutvogelarten (ADEBAR) beteiligt. In den letzten Jahren kamen Bestandserfassungen einzelner, jährlich wechselnden Vogelarten hinzu. So wurden in den letzten Jahren die Bestände von Rotmilan, Haubentaucher, Haussperling und Mauersegler zusammen mit NABU und dem
Landesbund für Vogelschutz in Bayern ermittelt.
Der DDA trat bereits kurz nach seiner Gründung der Deutschen Sektion des Internationalen Rates für Vogelschutz (heutiger Name: Deutscher Rat für Vogelschutz (DRV)) bei. Der DDA gründete den European Bird Census Council (EBCC) mit.

## Zentrale für Wasservogelforschung und Feuchtgebietsschutz in Deutschland
Der DDA gründete als Teilbereich die Zentrale für Wasservogelforschung und Feuchtgebietsschutz in Deutschland mit den Stationen
Wesel, Münster und Potsdam. Diese Zentrale für Wasservogelforschung und Feuchtgebietsschutz in Deutschland organisiert in deutschlandweit die internationalen Wasservogelzählungen, die Gänsezählungen und die Limikolenzählungen.

## Finanzierung
1970 gab die DO-G eine Anschubfinanzierung von DM 2000. Die Grundfinanzierung des DDA stellen die Mitgliedsbeiträge der Mitgliedsorganisationen da. In geringen Umfang sammelt der DDA Spenden und erzielt Erlöse durch Verkauf von Publikationen. Projekte des DDA müssen über Drittmittel finanziert erden. So erhielt 1992 die Zentrale für Wasservogelforschung und Feuchtgebietsschutz in Deutschland im DDA vom Bundesministerium für Umwelt, Naturschutz und Reaktorsicherheit (BMU) im Rahmen eines Forschungsvorhabens den Auftrag erteilt, den deutschen Bericht über den Zustand der RAMSAR-Gebiete, den von Deutschland gemeldeten Feuchtgebieten internationaler Bedeutung, zu erstellen. Der Naturschutzbund Deutschland (NABU) fördert seit Anfang der 90er Jahre das Monitoring häufiger Vogelarten. Die Idee, aus dem DDA heraus ein Institut für Feldornithologie zu gründen konnte bisher nicht umgesetzt werden.

## Preis für Feldornithologie
Der DDA vergibt seit 1981 den Preis für Feldornithologie für besonders herausragende Leistungen bzw. Publikationen im Bereich der Feldornithologie in Deutschland. Es werden wissenschaftliche Arbeiten aus den Themenbereichen Phänologie, Brutbiologie, Vogelzug, Ökologie oder Siedlungsdichte prämiert. Arbeiten mit Bezug zum Artenschutz werden als besonders preiswürdig betrachtet. Die Arbeiten müssen in deutscher Sprache verfasst sein. Der Preis wird nicht alljährlich vergeben.

## Publikationen
In der Schriftenreihe des DDA werden die Ergebnisse verschiedener Aktivitäten publiziert. Als erste Publikation kam der Atlas der Brutverbreitung westdeutscher Vogelarten, Kartierung 1975 im Eigenverlag heraus. Der Verein gab früher die Ornithologische Schriftenschau heraus. Seit 2007 gibt der DDA zusammen mit dem Bundesamt für Naturschutz (BfN) und der Länderarbeitsgemeinschaft der Vogelschutzwarten (LAG VSW) die Zeitschrift Vögel in Deutschland heraus. Seit 2010 gibt der DDA einmal im Jahr die Zeitschrift Seltene Vögel in Deutschland heraus. Der DDA ist Mitherausgeber der Zeitschrift Die Vogelwelt. Die Vogelwelt wurde früher vom DDA als Herausgeber betreut. Der Besitz der Zeitschrift ging aber auf den Aula-Verlag über. Als Mitherausgeber kann der DDA einen neuen Schriftleiter vorschlagen. Schriftleiter war früher Karl Schulze-Hagen und ist aktuell Martin Flade.